# West Harptree
West Harptree – wieś w Anglii, w hrabstwie ceremonialnym Somerset, w dystrykcie (unitary authority) Bath and North East Somerset. Leży 17 km na południe od miasta Bristol i 176 km na zachód od Londynu. Miejscowość liczy 459 mieszkańców.